# Derik Osede
Derik Osede Prieto, bekannt unter seinem Vornamen Derik (* 21. Februar 1993 in Madrid), ist ein spanischer Fußballspieler. Seine bevorzugte Position ist die Innenverteidigung. Derzeit steht er bei CD Numancia unter Vertrag.

## Vereinskarriere
Derik, Sohn eines Nigerianers und einer Spanierin, begann als Junior beim kleinen Madrider Klub DAV Santa Ana mit dem Fußballsport. Im Juli 2002 wechselte der damals Neunjährige in den Nachwuchs von Real Madrid, wo er in der Mannschaft Benjamín A (U-10) begann. Fortan durchlief er diverse Altersklassen, bis er in der Saison 2011/12 in den Kader der C-Mannschaft des Klubs aufgenommen wurde. Am 20. Oktober 2012 bestritt er gegen den FC Córdoba seine erste Begegnung für Real Madrid Castilla in der Segunda División.
Zur Saison 2015/16 wechselte Derik zu den Bolton Wanderers.

## Nationalmannschaft
Derik bestritt mit der spanischen Nationalmannschaft die Qualifikation zur U-17-Fußball-Europameisterschaft 2010, stand aber letztlich nicht im Endrundenkader. Bei der U-19-Fußball-Europameisterschaft 2012 stand er in allen fünf Spielen in der Startformation und steuerte im Gruppenspiel gegen Griechenland auch einen Treffer bei. Die Spanier setzten sich im Turnier durch und gewannen zum siebten Mal den EM-Titel in dieser Altersklasse.
Derik debütierte, im Zuge der Vorbereitung für die Junioren-Weltmeisterschaft, am 14. Mai 2013 gegen die Mannschaft Paraguays in der spanischen U-20. Bei der WM-Endrunde in der Türkei stand er in allen fünf Begegnungen in der Startformation und erzielte einen Treffer. Die Spanier scheiterten im Viertelfinale an Uruguay. Am 4. März 2014 feierte Derik in einem Freundschaftsspiel gegen Deutschland sein Debüt in der U-21 Nationalmannschaft.

## Erfolge und Ehrungen
Spanische Nationalmannschaft
- U-19 Europameister: 2012

Real Madrid
- UEFA Champions League: 2014